# Corythoichthys haematopterus
Corythoichthys haematopterus är en fiskart som först beskrevs av Pieter Bleeker 1851.  Corythoichthys haematopterus ingår i släktet Corythoichthys och familjen kantnålsfiskar. Inga underarter finns listade i Catalogue of Life.